# Záhorská Bystrica
Záhorská Bystrica je od roku 1972 městskou částí Bratislavy. Leží v okrese Bratislava IV a rozloha jejího správního území měří 32,3 km². Jedná se o malou městskou část, charakterizovanou vesnickými staveními a rodinnými domky. Sídlí zde TV Markíza.

## Přírodní poměry

Městská část v rámci Bratislavy

V katastrálním území Záhorská Bystrica I leží chráněný krajinný prvek Vápenický potok.

## Pamětihodnosti
Z historických památek jsou nejvýznamnější barokní fara, římskokatolický Kostel svatého Petra a Pavla apoštolů z roku 1834 a kaple svatého Jána Nepomuckého z roku 1896, Panny Marie Lurdské z roku 1913, svatého Kosmy a Damiána z roku 1839 a svatého Vendelína.